# Томас Фітч Роуленд
Томас Фітч Роуленд (англ. Thomas Fitch Rowland) (15 березня 1831 — 13 грудня 1907) — американський інженер-винахідник і суднобудівник.
У 1861 році він заснував Continental Iron Works у Грінпойнті, Бруклін, який будував броненосні військові кораблі для ВМС Сполучених Штатів під час Громадянської війни в Америці, особливо USS Monitor, який успішно нейтралізував загрозу від броненосних військ Конфедерації CSS Virginia у битві при Гемптоні.
Після війни компанія Rowland's Continental Works перейшла на будівництво газових заводів та іншої промислової арматури та стала піонером зварювальних технологій, виробляючи зварні, гофровані печі для котлів та інші зварні вироби. Під час іспано-американської війни та Першої світової війни компанія виробляла боєприпаси. Після Першої світової війни він дедалі більше зосереджувався на виробництві газових магістралей і водопровідних труб великого діаметра. Завод закрився в 1928 році, коли старший син Роуленда пішов з бізнесу.
Роуленда описували як енергійного та винахідливого лідера, який розробив багато верстатів своєї компанії, накопичивши понад п'ятдесят патентів протягом свого життя. Він також цікавився філантропією, і серед іншого йому приписують запровадження суботньої відпустки на півдня в Нью-Йорку для працівників. 1884 року він заснував премію Томаса Фітча Роуленда за видатні інженерні праці, яку все ще присуджують щорічно з 2020 року.
Зокрема, він — винахідник першої платформи для морського видобутку нафти.
4 травня 1869 року Томас Фітч Роуленд, власник компанії Continental Iron Works у Грінпойнті, Нью-Йорк, отримав патент США на морську бурову установку «Rock Drill». Його патент (№ 89 794) на стаціонарну робочу платформу для буріння шельфів на глибину майже 50 футів був історично першим у США.